# رودريجو راتو
رودريغو دي راتو أي فيجاريدو (بالإسبانية: Rodrigo de Rato y Figaredo)‏ (من مواليد 18 مارس 1949) هو شخصية سياسية إسبانية، عضو في حزب الشعب، شغل منصب وزير الاقتصاد بين 1996-2004 في فترتي حكم خوسيه ماريا أثنار، ونائبه الأول بين 2003 - 2004. وشغل منصب المدير العام لصندوق النقد الدولي من 2004 إلى 2007. ورئيس بنكيا Bankia ما بين 3 ديسمبر 2010 إلى غاية إفلاسها في 7 مايو 2012. وفي 16 أبريل 2015 تم اعتقاله في مدريد بتهم الاحتيال وإخفاء الأصول وتبيض الأموال.

## مسيرته
ولد رودريغو راتو في مدريد، وسط أسرة غنية من أستورياس. درس المدرسة اليسوعية قبل انتقاله لدراسة القانون في جامعة كومبلوتنس .
في عام 1971 سافر إلى جامعة كاليفورنيا في بيركلي، حيث حصل على ماجستير في إدارة الأعمال عام 1974 من كلية هاس للأعمال. في عام 1975 تكلف بأعمال العائلة، أولا في فوينسانتا، وهي شركة مياه معدنية أستورية، وبعدها في شركتين للبناء في مدريد. وأصبح مشاركا في توسيع نطاق بث كادينا راتو وهي محطة إذاعية.
في عام 1977 التحق بالتحالف الشعبي، وهو حزب يحتوي على وزراء سابقين في نظام فرانكو، أسسه مانويل فراغا ، وهو صديق مقرب من والد رودريغو. في ديسمبر 1979 انتخبت اللجنة التنفيذية الوطنية للحزب، وأصبح سكرتيرا للجنة الاقتصادية، وفي فبراير 1981 أصبح واحدا من الأمناء الخمس للحزب، وكان يعتبر الخبير الاقتصادي في الحزب، وكانت توجهاته تدعم فرض ضوابط صارمة على الإنفاق العام والتركيز على جانب العرض في الاقتصاد. في أكتوبر 1982 تم انتخابه عضوا عن التحالف الشعبي في برلمان إسبانيا ممثلا قادش، على الرغم من عدم وجود أي صلة بينه وبيه هذه البلدة الأندلسية. واستمر هكذا حتى عام 1989 ومثل بعدها مدريد بين 1989-2000.

### الحكومة الإسبانية
في 3 مارس 1996 فاز الحزب الشعبي في الانتخابات الإسبانية العامة. يوم 4 مايو أصبح أزنار رئيس وزراء إسبانيا بشكل رسمي، ويوم 6 مايو عُين راتو نائب الرئيس الثاني ووزيراً للاقتصاد والمالية. وفي 12 مارس 2000 فاز حزب الشعب مرة أخرى، واحتفظ راتو بمنصبه كوزير للاقتصاد، نفذ من خلالها أكبر عملية خصخصة في البلاد: تاباكاليرا، أرجنتاريا، تليفونيكا، إنديسا وريبسول.
في أواخر عام 2003، رُشح اسمه كخليفة محتمل لخوسيه ماريا أثنار لتزعم الحزب الشعبي وكمرشح لرئاسة الحكومة، لكن في نهاية المطاف اختار اثنار ماريانو راخوي خلفا له. وفي سنة 2012، كشف أثنار في مذكراته التي نشرها، أن رودريجو راتو كان أول من اختار لخلافته، لكنه اضطر قي الأخير على تعيين راخوي بعد أن رفض راتو العرض في مناسبتين لأسباب مختلفة.

### صندوق النقد
بين أبريل ومايو 2004 أجرى مجلس إدارة صندوق النقد الدولي المؤلف من 24 عضوا مقابلة مع رودريجو راتو، كمرشح لمنصب مدير عام الصندوق، إلى جانب مرشح آخر، هو محمد العريان.
واختير راتو في اقتراع على مرحلتين، تضمن اقتراعا سريا أيدت غالبية المشاركين فيه المرشح الأسباني.
أعلن صندوق النقد الدولي في 28 يونيو 2007 أن مديره العام الإسباني رودريغو راتو سيغادر منصبه في أكتوبر لأسباب شخصية، أي قبل عامين من نهاية ولايته.

### بانكيا
منذ أن تم إنشاء بانكيا وهي تواجه مخاطر الإفلاس، ففي سنة 2011 حققت بانكيا نحو ثلاثة مليارات يورو خسائر، وفي مايو 2012 أعلن مديرها التنفيذي رودريغو راتو أن المصرف بحاجة إلى حزمة إنقاذ تقدر بنحو 19 مليار يورو حتى يتمكن من تنظيف قوائمه المالية من الأصول المسمومة، وهي أكبر حزمة إنقاذ في تاريخ إسبانيا. السبب الأساسي في ارتفاع مخاطر إفلاس هذا المصرف أنه يعد، حسب تقديرات 2012، أكبر مصرف في إسبانيا من حيث التعرض للقروض الممنوحة للقطاع العقاري، حيث يبلغ حجم القروض العقارية المقدمة من المصرف، إلى غاية منتصف سنة 2012، نحو 38 مليار يورو تشكل أصولا مسمومة في قائمته المالية.
اكتشفت ثغرة مالية ضخمة في بانكيا أجبرت راتو على الاستقالة. بعد ذلك جرى تأميم بنك “بنكيا” جزئياً. واستدعى القاضي فرناندو اندرو في المحكمة الوطنية 33 مديرا تنفيذيا بينهم رودريجو راتو في اطار تحقيقات في قضية الاحتيالات ببنك الادخار الإسباني بانكيا.

### قضية فساد مالي
في أبريل 2015 تناقلت صحف اسبانية خبر أن رودريجو راتو كان من بين واحد وثلاثين الف اسباني تقدموا بطلبات اعفاء ضريبي التي كانت اعلنت عنها حكومة حزب الشعب برئاسة ماريانو راخوي سسنة 2012 لتسليط الضوء على نحو خمسة وعشرين مليار يورو مخبأة في حسابات مصرفية في الخارج.
وفي يوم 16 بريل 2015 تم اعتقال رودريغو راتو، بعد تفتيش منزله من قبل مصلحة الضرائب بناء على طلب من المدعي العام في مدريد.

## روابط خارجية
- رودريجو راتو على موقع مونزينجر (الألمانية)
- رودريجو راتو على موقع إن إن دي بي (الإنجليزية)